# El Bordo (banda)
El Bordo fue un grupo musical de Argentina, que tuvo sus inicios en los fines de la década de los 90. Se originó en Buenos Aires en el año 1998, tras una presentación en una fiesta de estudiantes de la Escuela Superior de Comercio Carlos Pellegrini.
Fue un grupo musical con influencias de rock progresivo, hard rock y grunge junto a inclusiones melódicas de instrumentos de viento (armónica y saxofón).

## Historia

### Comienzos
Diversas biografías de la banda dan su origen como una mera casualidad o improvisación entre compañeros de una secundaria, que se juntaron por primera vez para tocar en una fiesta de cumpleaños el 6 de julio del año 1998. Cabe destacar que el cumpleaños del amigo que tenían en común Alejandro y Pablo era el 7 de julio, pero se juntaron un día antes para "probar sonido". Poco tiempo después el grupo sería formada por Alejandro Kurz en las voces y guitarra (como hasta el día de hoy), Miguel Soifer en la batería, Pablo Spivak en el bajo y Mariano Botti como mánager. Meses luego de esta unión decidieron bautizarla con el nombre de "El Bordo", que tiene su origen en el vino "Bordolino" el cual frecuentaban tomar en su adolescencia.  
Su primera presentación oficial fue el 17 de noviembre de 1998 en "La Colorada" de Caballito. Como toda banda recién formada, la mayor parte de su público eran familiares o amigos, conocidos de conocidos y algún esporádico curioso entusiasta del rock nacional.

### Años posteriores
En 1999 grabaron algunos casetes para tratar de difundir los temas. Pero hay que destacar que en ese año un nuevo compañero de ruta se iba a subir a esa historia que estaban escribiendo: Leandro Kohon en la armónica, que ayudó a ampliar el sonido de la banda.
La segunda quincena de enero del 2000 los encontró realizando su primera gira por la Costa Atlántica y, si bien fueron sin saber bien qué era lo que les esperaba, lograron reafirmar el compromiso para con la banda, tomándola como un proyecto serio. Ese mismo año tuvieron presentaciones que significaron mucho para el futuro de la banda, entre ellas se encuentra la que hicieron junto MAM (banda de Omar Mollo) y la de José Ingenieros a beneficio de una escuela de chicos carenciados, entre otras. La sumatoria de logros los impulsó a concretar la grabación del primer demo, titulado "Paso a paso".
A comienzos de 2001 Ale se lesiona la mano; esto le hizo imposible tocar la guitarra por un tiempo. Esta situación les planteó a la banda un problema, o se tomaban un tiempo sin tocar (muy largo para ellos), o buscaban un guitarrista que lo suplante. Gracias a este accidente, la formación estable de la banda aumentaba: no sólo se incorporaba Guido Pérez Fantini como guitarrista, sino también Ezequiel “el negro” Puga como percusionista.

### Carnaval de las heridas
El 2002 sería el año en que graban su primer CD, Carnaval de las heridas. De ahí salió uno de los himnos de la banda: "Los Perdidos", tema que aún hoy sigue sonando en cada recital.
En el año 2003 Guido deja la banda y se suma Diego Kurz en guitarra y coros, hermano de Ale. En este año tuvieron el placer de tocar con bandas de renombre como La Renga y Callejeros

### Un grito en el viento
Llega el 2004 con un nuevo disco: Un grito en el viento, con doce temas y un track interactivo. Entre los shows que realizaron a lo largo de ese año, se destacó uno con Los Gardelitos en Cemento.

### En la vereda de enfrente
Entre fines de diciembre del 2005 y los primeros meses del 2006 lanzaron el tercer CD: En la vereda de enfrente; que se grabó en los estudios Del Abasto al Pasto y cuenta con trece canciones. El 7 de octubre de 2006 llenaron su primer Obras (Estadio Obras Sanitarias) sin realizar publicidad en radio, televisión ni diarios. Mismo en su página se manifestaron "ideológicamente en contra de la sponsorización del rock, porque creemos que el arte no debe ser contaminado por intereses económicos". Con este disco saltaron del anonimato a la fama y les sirvió como catapulta para darse a conocer a nivel masivo.
En el 2007 trabajan con la productora ¨Produbaires¨ de Jorge Schultze y el director Gabriel Grieco. Schultze les produce y edita el vídeo ¨Cansado de ser¨ que se posiciona como la mejor toma en directo de la banda hasta la fecha. Un compilado de sus mejores shows. Gabriel Grieco dirige y protagoniza el video "Silbando una ilusión" el primer videoclip de la banda bajo el sello warner music.

### Yacanto
El 22 de diciembre y luego de casi un mes de postergación teniendo en cuenta que el recital se iba a realizar el 24 de noviembre, presentan su cuarto CD, Yacanto, en el Microestadio de Ferro. Si bien no se alcanzó a llenar el lugar, la cantidad de gente que fue al evento fue muy grande y rozo la capacidad máxima. Según Ale, cantante del grupo, este show le hizo de pie a la una nueva era de la banda, la era “Yacanto”, no solo por la presentación del nuevo CD sino también porque la banda ha adquirido un sonido más pesado gracias a que se le ha dado más importancia a las guitarras y a la batería dentro del grupo.
Entre 2008 y 2009 la banda dedica su tiempo a recorrer el país presentándose en más de 50 ciudades del interior argentino, y saliendo por primera vez en su historia al vecino país de Uruguay. En agosto de 2008 El Bordo festeja sus primeros 10 años de vida con un esperado recital en el Microestadio de Argentinos Juniors, contando con invitados de la talla de Tete de La Renga, Andrea Prodan, Walter Sidotti, Manuel Quieto, Alberto Miglioranza (Santuca), Juampi (La mocosa) y el Tío Cacho, entre otros.
A las pocas semanas el grupo participa del ciclo inauguración de los estudios Norberto Napolitano de la radio Rock & Pop, transmitido en vivo por radio. En el 2009 se destaca una fecha en el centro cultural Konex y un recital compartido con Cielo Razzo nuevamente en el Microestadio de Argentinos Juniors. El 2010 los tiene nuevamente como participantes del escenario principal del festival Cosquín Rock con gran aceptación por parte del público, formado en gran medida por gente del interior de Argentina. En este último año abrieron el Zona Rock en el Estadio Malvinas Argentinas.

### Historias Perdidas
Entre diciembre de 2009 y marzo de 2010 El Bordo se concentró en grabar su quinto disco bajo la producción artística del mítico Álvaro Villagra.
En 2010, en su cumpleaños número 12, El Bordo lanza el álbum Historias perdidas, compuesto por 11 canciones. Fue un éxito musical con temas muy completos y pegadizos como "Siento (el cielo va a brillar)", "Donde Vagan los Sueños" y el Bonus Track intitulado "Posesivo" por los fanáticos, basándose en el estribillo del mismo, dado que la banda nunca le dio un nombre.
El 8 de octubre de 2011 se presentaron en el Estadio Único de La Plata como una de las bandas teloneras de Guns N' Roses.

### Vivo en lo que pensas
El 28 de septiembre de 2012, lanzan su primer material en vivo compuesto por CD+DVD, bajo el nombre de Vivo en lo que pensas. Las imágenes fueron tomadas de diferentes conciertos que la banda realizó en el Microestadio Malvinas Argentinas, El Teatro de Flores, Groove de Palermo, Auditorio Sur de Temperley, donde se los puede ver en el escenario, en viaje, o incluso en los camarines. El primer corte de difusión elegido se titula "Así".

### Hermanos
Tres años después de la salida de “Historias Perdidas”, la banda entró al Estudio Roma & Romma para grabar su sexto disco, Hermanos, presentado en vivo en el estadio Malvinas Argentinas. 

### El Refugio
El 17 de marzo de 2017, El Bordo editó su séptimo disco de estudio, "El Refugio", primer álbum grabado en la sala que armaron una conocida casona antigua de la localidad de Almagro donde ensayaban Los Redondos, Pappo y La Renga en la década del '90, entre otros, y que desde 2010 era el búnker de la banda. 
Tras la publicación del disco, la banda se embarcó nuevamente en un gira por todo el país, con un concierto estelar en el Estadio Lua Park en septiembre de ese mismo año.  

### “Instante Eterno” y proyectos durante la pandemia (2018-2021)
El 7 de junio de 2018, por los festejos por el 20° aniversario de la banda, El Bordo se presentó en La Usina del Arte para dar su primer show acústico denominado “Instante Eterno”, el cual fue grabado y publicado dos meses después en las plataformas digitales y en formato físico en septiembre de ese mismo año
En 2019, El Bordo publicó dos nuevos temas, “El fondo del bar” y “Autopista al horno”, por lo que se esperaban novedades sobre un nuevo disco. Sin embargo, a fines de ese año se declaró la pandemia de covid-19, lo que obligó a la banda a tomarse un receso por algunos meses. 
Entre el 20 de septiembre de y el 4 de octubre del 2020, la banda brindó tres conciertos vía streaming (debido a las restricciones por la pandemia), en el que hicieron un repaso por toda su carrera, en formato 360°. 
El streaming fue acompañado por la publicación de un documental titulado “La Serie”, el cual contaba con imágenes de archivo inéditas y versiones actualizadas de su repertorio. Este documental representó un viaje al interior del grupo en un momento complicado como lo fue la pandemia. 
En octubre de 2021, Ale Kurz, guitarrista y cantante de la banda, anunció su proyecto solista con la publicación de un sencillo llamado “El comienzo”, a modo de introducción para lo que sería su primer disco en solitario titulado “Brillando azul”, editado ese mismo año. 

### "Irreal" y separación de la banda (2022-2024)
A fines de septiembre de 2022, El Bordo publicó una canción llamada “Indómito Sentir” y anunció la publicación de su octavo disco de estudio. A esa publicación, a modo de adelanto, le siguieron “Algo Más” y “Certezas de Cartón”, este último con la participación de Ricardo Mollo, ambos lanzados durante la primera mitad de 2023.
En noviembre de 2023, publicaron "Irreal", que sería su último disco de estudio, el cual fue presentado en algunos shows en Buenos Aires. 
Para celebrar los 25 años de la banda y coronar su trayectoria, El Bordo anunció un show en el Luna Park el 18 de mayo de 2024, con una importante convocatoria y con artistas invitados como Néstor Ramljak de Nonpalidece, el “Mono” y “Maikel” de Kapanga; y Catriel Ciavarella, baterista de Divididos. 
Sin embargo, tras ese concierto, no hubo nuevas presentaciones en vivo y ya en septiembre, con la publicación del line-up del Cosquín Rock 2025, en donde solo figuraba Ale Kurz como solista, comenzaron los rumores de separación. 
Finalmente, el 8 de octubre de 2024, a través de su cuenta oficial de Instagram, El Bordo anunció su disolución (sin especificar los motivos), poniendo punto final a 26 años de trayectoria y agradeciendo el acompañamiento de sus seguidores a lo largo de todo ese tiempo.

## Discografía

### Álbumes de estudio
| Título                             | Fecha de publicación | Discográfica |
| ---------------------------------- | -------------------- | ------------ |
| Escupiendo verdades (Demo)         | 2000                 |              |
| Paso a paso (Demo)                 | 2001                 |              |
| Carnaval de las heridas            | 2002                 | Warner Music |
| Un grito en el viento              | 2004                 | Warner Music |
| En la vereda de enfrente           | 2006                 | Warner Music |
| Yacanto                            | 2007                 | Warner Music |
| Historias perdidas                 | 2010                 | Warner Music |
| Vivo en lo que pensas (CD/DVD)     | 2012                 | PopArt       |
| Hermanos                           | 2014                 | PopArt       |
| Apocalipsis en el corazón (EP)     | 2015                 | PopArt       |
| El refugio                         | 2017                 | Sony Music   |
| Instante eterno (Acústico En vivo) | 2018                 | Sony Music   |
| Irreal                             | 2023                 | PopArt       |

## Videos musicales
| Año  | Título                                     | Disco                    |
| ---- | ------------------------------------------ | ------------------------ |
| 2006 | «Cansado de ser»                           | En la vereda de enfrente |
| 2007 | «Silbando una ilusión»                     | En la vereda de enfrente |
| 2007 | «El regreso»                               | Yacanto                  |
| 2008 | «La banda»                                 | Yacanto                  |
| 2008 | «El silencio del caos infernal» (Acústico) | Yacanto                  |
| 2009 | «Soñando despierto»                        | Yacanto                  |
| 2009 | «Noche extraña»                            | Yacanto                  |
| 2011 | «¿A dónde vas?»                            | Historias perdidas       |
| 2014 | «Instinto»                                 | Hermanos                 |
| 2015 | «Sobrio»                                   | Hermanos                 |
| 2015 | «Lejos»                                    | Hermanos                 |
| 2016 | «Corazones olvidados»                      | El refugio               |
| 2017 | «Metafísica suburbana»                     | El refugio               |
| 2017 | «El traje»                                 | El refugio               |
| 2018 | «Humano»                                   | El refugio               |
| 2019 | «El fondo del bar»                         |                          |